# Liste der FFH-Gebiete in Kastilien und León

Flagge von Kastilien und León

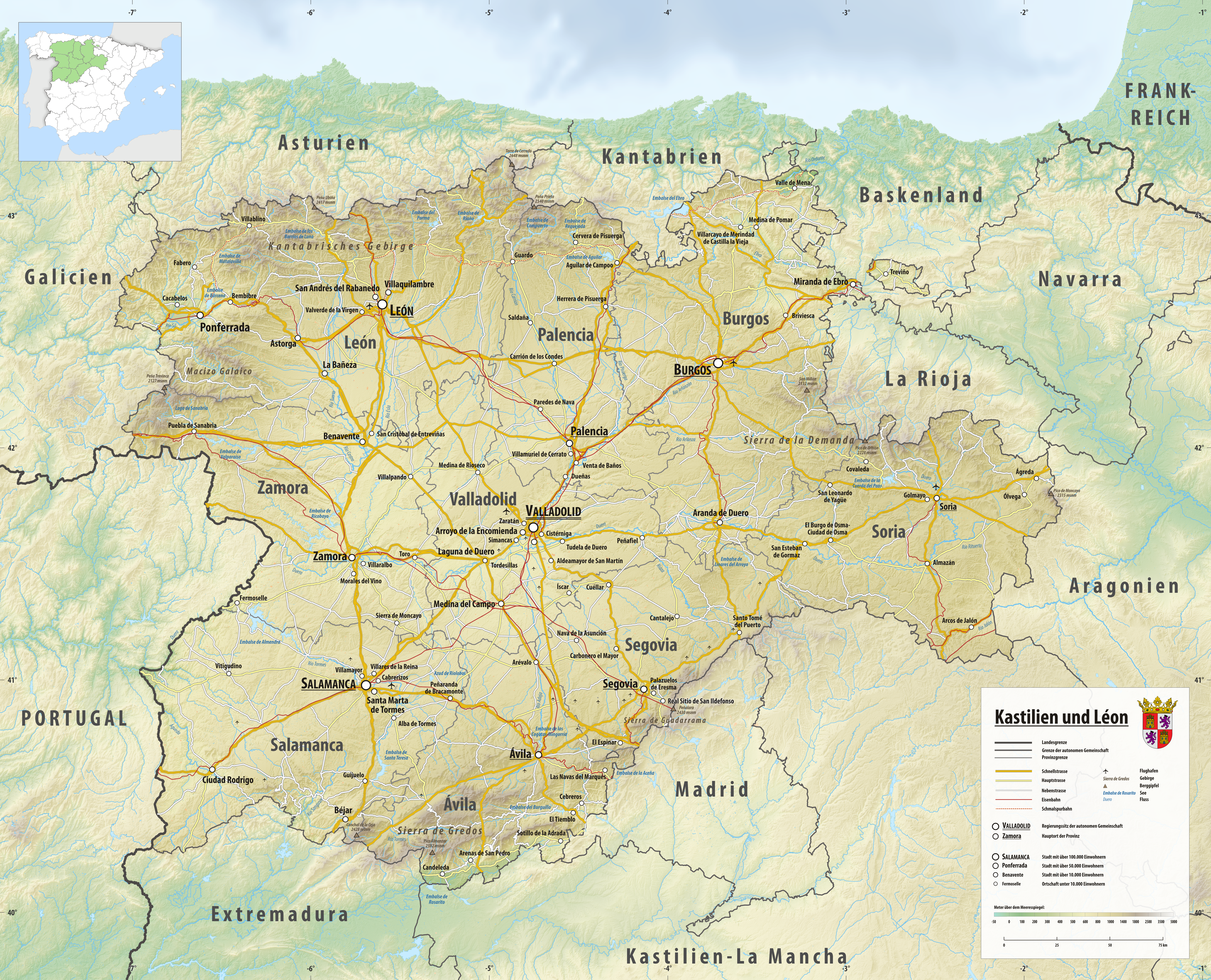
Karte von Kastilien und León

Diese sortierbare Liste führt die Fauna-Flora-Habitat-Gebiete in der zu Spanien gehörenden autonomen Gemeinschaft Kastilien und León. Die Gebiete gehören zum europäischen Schutzgebietsnetz Natura 2000.

## Hinweise zu den Angaben in der Tabelle
- Gebietsname: Amtliche Bezeichnung des Schutzgebiets
- Bild/Commons: Bild und Link zu weiteren Bildern aus dem Schutzgebiet
- WDPA-ID: Link zum Schutzgebiet in der World Database on Protected Areas
- EEA-ID: Link zum Schutzgebiet in der Datenbank der European Environment Agency (EEA)
- Lage: Geografischer Standort
- Fläche: Gesamtfläche des Schutzgebiets in Hektar
- Bemerkungen: Besonderheiten und Anmerkungen

Bis auf die Spalte Lage sind alle Spalten sortierbar.

## Tabelle
| Gebietsname                                          | Bild/Commons | WDPA-ID | EEA-ID    | Lage | Fläche ha  | Bemerkungen |
| ---------------------------------------------------- | ------------ | ------- | --------- | ---- | ---------- | ----------- |
| Picos de Europa                                      |              |         | ES0000003 | ⊙    | 23.777,54  |             |
| Hoces del Río Duratón                                |              |         | ES0000115 | ⊙    | 5.041,90   |             |
| Valle de Iruelas                                     |              |         | ES0000116 | ⊙    | 8.603,90   |             |
| Lagunas del Canal de Castilla                        |              |         | ES0000205 | ⊙    | 82,03      |             |
| Alto Sil                                             |              |         | ES0000210 | ⊙    | 43.768,18  |             |
| Sierra de Gredos                                     |              |         | ES4110002 | ⊙    | 86.944,46  |             |
| Pinar de Hoyocasero                                  |              |         | ES4110020 | ⊙    | 367,56     |             |
| Sierra de la Paramera y Serrota                      |              |         | ES4110034 | ⊙    | 22.586,82  |             |
| Riberas del Río Alberche y afluentes                 |              |         | ES4110078 | ⊙    | 710,12     |             |
| Campo Azálvaro - Pinares de Peguerinos               |              |         | ES4110097 | ⊙    | 25.941,73  |             |
| Encinares de los ríos Adaja y Voltoya                |              |         | ES4110103 | ⊙    | 23.059,16  |             |
| Encinares de la Sierra de Ávila                      |              |         | ES4110112 | ⊙    | 13.370,66  |             |
| Cerro de Guisando                                    |              |         | ES4110113 | ⊙    | 3.458,02   |             |
| Pinares del Bajo Alberche                            |              |         | ES4110114 | ⊙    | 49.853,71  |             |
| Valle del Tiétar                                     |              |         | ES4110115 | ⊙    | 63.308,23  |             |
| Ojo Guareña                                          |              |         | ES4120025 | ⊙    | 13.010,16  |             |
| Monte Santiago                                       |              |         | ES4120028 | ⊙    | 2.646,45   |             |
| Montes Obarenes                                      |              |         | ES4120030 | ⊙    | 43.073,59  |             |
| Bosques del Valle de Mena                            |              |         | ES4120049 | ⊙    | 6.480,60   |             |
| Riberas del Zadorra                                  |              |         | ES4120051 | ⊙    | 175,62     |             |
| Riberas del Ayuda                                    |              |         | ES4120052 | ⊙    | 507,49     |             |
| Riberas del Río Ebro y afluentes                     |              |         | ES4120059 | ⊙    | 194,01     |             |
| Riberas del Río Nela y afluentes                     |              |         | ES4120066 | ⊙    | 763,52     |             |
| Riberas del Río Riaza                                |              |         | ES4120068 | ⊙    | 94,27      |             |
| Riberas del Río Arlanza y afluentes                  |              |         | ES4120071 | ⊙    | 1.215,79   |             |
| Riberas del Río Arlanzón y afluentes                 |              |         | ES4120072 | ⊙    | 1.118,51   |             |
| Riberas del Río Oca y afluentes                      |              |         | ES4120073 | ⊙    | 568,54     |             |
| Riberas del Río Tirón y afluentes                    |              |         | ES4120075 | ⊙    | 456,78     |             |
| Montes de Valnera                                    |              |         | ES4120088 | ⊙    | 2.228,82   |             |
| Hoces del Alto Ebro y Rudrón                         |              |         | ES4120089 | ⊙    | 46.275,62  |             |
| Embalse del Ebro - Monte Hijedo                      |              |         | ES4120090 | ⊙    | 7.300,50   |             |
| Sabinares del Arlanza                                |              |         | ES4120091 | ⊙    | 37.689,55  |             |
| Sierra de la Demanda                                 |              |         | ES4120092 | ⊙    | 70.744,79  |             |
| Humada-Peña Amaya                                    |              |         | ES4120093 | ⊙    | 36.839,30  |             |
| Sierra de la Tesla-Valdivielso                       |              |         | ES4120094 | ⊙    | 25.424,47  |             |
| Montes de Miranda de Ebro y Ameyugo                  |              |         | ES4120095 | ⊙    | 3.641,34   |             |
| Picos de Europa en Castilla y León                   |              |         | ES4130003 | ⊙    | 101.219,46 |             |
| Sierra de los Ancares                                |              |         | ES4130010 | ⊙    | 55.408,48  |             |
| Valle de San Emiliano                                |              |         | ES4130035 | ⊙    | 55.892,36  |             |
| Hoces de Vegacervera                                 |              |         | ES4130037 | ⊙    | 5.343,03   |             |
| Sierra de la Encina de la Lastra                     |              |         | ES4130038 | ⊙    | 288,45     |             |
| Montaña Central de León                              |              |         | ES4130050 | ⊙    | 34.608,33  |             |
| Riberas del Río Órbigo y afluentes                   |              |         | ES4130065 | ⊙    | 1.269,65   |             |
| Riberas del Río Sil y afluentes                      |              |         | ES4130076 | ⊙    | 361,10     |             |
| Riberas del Río Esla y afluentes                     |              |         | ES4130079 | ⊙    | 1.946,67   |             |
| Montes Aquilanos y Sierra de Teleno                  |              |         | ES4130117 | ⊙    | 31.788,78  |             |
| Rebollares del Cea                                   |              |         | ES4130137 | ⊙    | 13.280,41  |             |
| Lagunas de los Oteros                                |              |         | ES4130145 | ⊙    | 4.118,00   |             |
| Omaña                                                |              |         | ES4130149 | ⊙    | 20.054,98  |             |
| Fuentes Carrionas y Fuente Cobre-Montaña Palentina   |              |         | ES4140011 | ⊙    | 78.224,61  |             |
| Las Tuerces                                          |              |         | ES4140026 | ⊙    | 1.599,17   |             |
| Covalagua                                            |              |         | ES4140027 | ⊙    | 2.381,81   |             |
| Montes del Cerrato                                   |              |         | ES4140053 | ⊙    | 12.161,63  |             |
| Riberas del Río Carrión y afluentes                  |              |         | ES4140077 | ⊙    | 926,25     |             |
| Canal de Castilla                                    |              |         | ES4140080 | ⊙    | 149,76     |             |
| Riberas del Río Pisuerga y afluentes                 |              |         | ES4140082 | ⊙    | 2.277,95   |             |
| Montes Torozos y Páramos de Torquemada-Astudillo     |              |         | ES4140129 | ⊙    | 22.999,93  |             |
| Laguna de La Nava                                    |              |         | ES4140136 | ⊙    | 1.016,99   |             |
| El Rebollar                                          |              |         | ES4150032 | ⊙    | 49.669,94  |             |
| Riberas de los Ríos Huebra, Yeltes, Uces y afluentes |              |         | ES4150064 | ⊙    | 5.244,55   |             |
| Riberas del Río Tormes y afluentes                   |              |         | ES4150085 | ⊙    | 1.876,23   |             |
| Arribes del Duero                                    |              |         | ES4150096 | ⊙    | 106.178,29 |             |
| Campo de Argañán                                     |              |         | ES4150098 | ⊙    | 9.304,27   |             |
| Campo de Azaba                                       |              |         | ES4150100 | ⊙    | 36.158,61  |             |
| Candelario                                           |              |         | ES4150101 | ⊙    | 8.165,91   |             |
| Las Batuecas-Sierra de Francia                       |              |         | ES4150107 | ⊙    | 31.786,33  |             |
| Quilamas                                             |              |         | ES4150108 | ⊙    | 10.547,78  |             |
| Riberas del Río Alagón y afluentes                   |              |         | ES4150121 | ⊙    | 1.840,05   |             |
| Riberas del Río Agadón                               |              |         | ES4150125 | ⊙    | 111,64     |             |
| Valle del Cuerpo de Hombre                           |              |         | ES4150126 | ⊙    | 6.508,7    |             |
| Riberas del Río Águeda                               |              |         | ES4150127 | ⊙    | 946,0      |             |
| Sierra de Ayllón                                     |              |         | ES4160019 | ⊙    | 14.349,0   |             |
| Cueva de los Murciélagos                             |              |         | ES4160043 | ⊙    | 1,0        |             |
| Sabinares de Somosierra                              |              |         | ES4160058 | ⊙    | 2.155,4    |             |
| Lagunas de Coca y Olmedo                             |              |         | ES4160062 | ⊙    | 1.225,9    |             |
| Lagunas de Santa María la Real de Nieva              |              |         | ES4160063 | ⊙    | 630,9      |             |
| Riberas del Río Duratón                              |              |         | ES4160084 | ⊙    | 310,1      |             |
| Hoces del Río Riaza                                  |              |         | ES4160104 | ⊙    | 5.180,8    |             |
| Lagunas de Cantalejo                                 |              |         | ES4160106 | ⊙    | 10.769,5   |             |
| Sierra de Guadarrama                                 |              |         | ES4160109 | ⊙    | 69.678,7   |             |
| Valles del Voltoya y el Zorita                       |              |         | ES4160111 | ⊙    | 39.653,1   |             |
| Sierra de Pradales                                   |              |         | ES4160122 | ⊙    | 1.333,5    |             |
| Sabinares Sierra de Cabrejas                         |              |         | ES4170029 | ⊙    | 32.670,9   |             |
| Oncala-Valtajeros                                    |              |         | ES4170054 | ⊙    | 7.379,3    |             |
| Cigudosa-San Felices                                 |              |         | ES4170055 | ⊙    | 6.752,3    |             |
| Sabinares de Ciria-Borobia                           |              |         | ES4170056 | ⊙    | 2.788,3    |             |
| Sabinares del Jalón                                  |              |         | ES4170057 | ⊙    | 19.052,3   |             |
| Riberas del Río Duero y afluentes                    |              |         | ES4170083 | ⊙    | 6.266,2    |             |
| Sierras de Urbión y Cebollera                        |              |         | ES4170116 | ⊙    | 43.005,2   |             |
| Sierra del Moncayo                                   |              |         | ES4170119 | ⊙    | 7.046,4    |             |
| Páramo de Layna                                      |              |         | ES4170120 | ⊙    | 6.253,5    |             |
| Cañón del Río Lobos                                  |              |         | ES4170135 | ⊙    | 12.212,8   |             |
| Quejigares y encinares de Sierra del Madero          |              |         | ES4170138 | ⊙    | 3.830,3    |             |
| Quejigares de Gómara-Nájima                          |              |         | ES4170139 | ⊙    | 6.208,3    |             |
| Robledales del Berrún                                |              |         | ES4170140 | ⊙    | 492,4      |             |
| Pinar de Losana                                      |              |         | ES4170141 | ⊙    | 800,5      |             |
| Encinares de Tiermes                                 |              |         | ES4170142 | ⊙    | 1.149,1    |             |
| Encinares de Sierra del Costanazo                    |              |         | ES4170143 | ⊙    | 2.064,4    |             |
| Riberas del Río Cidacos y afluentes                  |              |         | ES4170144 | ⊙    | 195,9      |             |
| Altos de Barahona                                    |              |         | ES4170148 | ⊙    | 43.988,3   |             |
| Riberas de Castronuño                                |              |         | ES4180017 | ⊙    | 8.597,2    |             |
| Riberas del Río Cea                                  |              |         | ES4180069 | ⊙    | 876,9      |             |
| Riberas del Río Cega                                 |              |         | ES4180070 | ⊙    | 536,3      |             |
| Riberas del Río Adaja y afluentes                    |              |         | ES4180081 | ⊙    | 1.524,9    |             |
| Salgüeros de Aldeamayor                              |              |         | ES4180124 | ⊙    | 1.181,6    |             |
| El Carrascal                                         |              |         | ES4180130 | ⊙    | 5.420,4    |             |
| Humedales de Los Arenales                            |              |         | ES4180147 | ⊙    | 3.286,5    |             |
| Sierra de la Culebra                                 |              |         | ES4190033 | ⊙    | 61.314,0   |             |
| Tejedelo                                             |              |         | ES4190060 | ⊙    | 136,1      |             |
| Quejigares de la Tierra del Vino                     |              |         | ES4190061 | ⊙    | 366,4      |             |
| Riberas del Río Tera y afluentes                     |              |         | ES4190067 | ⊙    | 2.276,8    |             |
| Riberas del Río Aliste y afluentes                   |              |         | ES4190074 | ⊙    | 1.748,9    |             |
| Cañones del Duero                                    |              |         | ES4190102 | ⊙    | 13.514,2   |             |
| Lago de Sanabria y alrededores                       |              |         | ES4190105 | ⊙    | 32.508,7   |             |
| Sierra de la Cabrera                                 |              |         | ES4190110 | ⊙    | 18.783,6   |             |
| Riberas del Río Tuela y afluentes                    |              |         | ES4190131 | ⊙    | 497,6      |             |
| Riberas del Río Manzanas y afluentes                 |              |         | ES4190132 | ⊙    | 423,0      |             |
| Campo Alto de Aliste                                 |              |         | ES4190133 | ⊙    | 2.278,8    |             |
| Lagunas de Tera y Vidriales                          |              |         | ES4190134 | ⊙    | 2.291,5    |             |
| Lagunas y pastizales salinos de Villafáfila          |              |         | ES4190146 | ⊙    | 4.207,9    |             |